# Podporučík

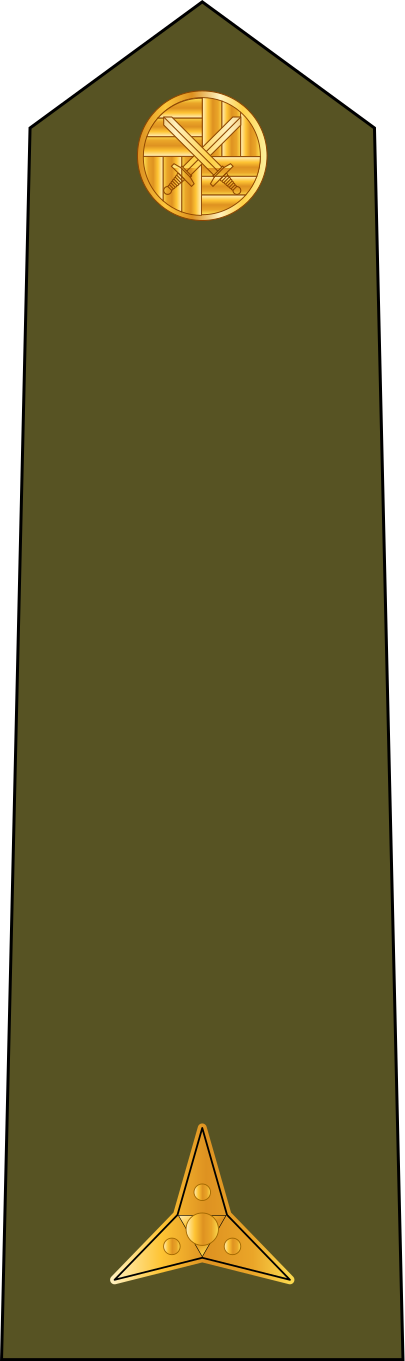
Podporučík OF-1c

Podporučík je důstojnická hodnost.

## Česká republika
Podporučík byla nejnižší důstojnická hodnost Armády České republiky a jí nejbližší vyšší hodnost byl poručík. Hodnostní označení podporučíků tvořila jedna trojcípá zlatá hvězda.
Hodnost podporučíka v Armádě České republiky formálně zanikla k 1. lednu 2011 s novou platností hodnostního označení AČR, a to podle zákona vydaného dne 27. srpna 2009 pod číslem 272/2009 Sb., upravující mimo jiné novou strukturu hodnostních sborů a hodností. Nejnižší důstojnickou hodností se v profesionální Armádě České republiky stal poručík, jehož hodnostní označení tvoří dvě trojcípé zlaté hvězdy.